# Amalik Bay Archeological District
Amalik Bay Archeological District is een archeologische locatie in het natuurreservaat Katmai National Park in Alaska. Het gebied is een National Historical Landmark en Archeologisch District sinds 2005. Het is een van de vijf plaatsen in de staat Alaska met deze aanduiding.
Aan deze afgelegen kust hebben duizenden jaren mensen gewoond. Mensen die hier woonden jaagden op onder andere zeezoogdieren en vissen.